# 平江府
平江府，北宋时设置的府，就是現在的蘇州。轄區為江苏省、上海市境。元朝时，改为平江路。
北宋太平兴国三年（978年），改平江军节度。政和三年（1113年），苏州升为平江府。南宋绍兴初年，节制许浦军。北宋崇宁时，户一十五万二千八百二十一，口四十四万八千三百一十二。
下辖六县：吴县、长洲县、昆山县、常熟县、吴江县、嘉定县。